# خوسيه لويس غونزاليس
خوسيه لويس غونزاليس (27 ديسمبر 1984 في الأرجنتين - ) (بالإسبانية: José Luis González)‏ هو لاعب كرة طائرة الأرجنتين في مركز مهاجم ‏. شارك في الكرة الطائرة في الألعاب الأولمبية الصيفية 2016.

## وصلات خارجية
- خوسيه لويس غونزاليس على موقع أوليمبيديا (الإنجليزية)
- خوسيه لويس غونزاليس على موقع اللجنة الأولمبية الأرجنتينية (الإسبانية)